# Санктуарий Божьего Милосердия (Краков)
Санктуарий Божьего Милосердия (пол. Sanktuarium Bożego Miłosierdzia) — католический паломнический центр, находящийся в краковском районе Лагевники, Польша. В Санктуарии Божьего милосердия находятся одна из самых известных икон «Иисус, уповаю на Тебя» и мощи святой Фаустины Ковальской.

## История
1 ноября 1992 года кардинал Франтишек Махарский объявил часовню святого Иосифа, которая была частью монастыря женской монашеской конгрегации Сестёр Пресвятой Девы Марии Милосердия, санктуарием Божественного Милосердия. Дальнейшее развитие Санктуария Божьего Милосердия началось после канонизации 18 апреля 2000 года монахини Фаустины Ковальской и визита в 1997 году часовни святого Иосифа Римского папы Иоанна Павла II.
В течение 1997—1999 годах польский архитектор Витольд Ценцкевич спроектировал архитектурный план санктуария, в который входили следующие объекты:
- Монастырское здание конгрегации Сестёр Пресвятой Девы Марии Милосердия;
- Базилика Божьего Милосердия;
- Часовня вечной адорации;
- Часовня святого Иосифа;
- Пастырский дом;
- Зал Иоанна Павла II;
- торговые, пастырские и социальные центры.

## Базилика
Строительство базилики Божьего Милосердия началось в 1999 году и закончилось в 2002 году. Двухэтажная церковь имеет эллипсоидную форму и может вмещать до 5 тысяч человек (около 1800 сидящих мест). Напротив входа в базилику находится 77-метровая обзорная башня, перед которой установлена статуя Иоанна Павла II. 17 августа 2002 года во время своей последней пастырской поездки в Польшу Римский папа Иоанн Павел II совершил освящение базилики Божьего Милосердия. 6 марта 2003 года церкви был присвоен статус малой базилики.
27 мая 2006 года во время первой пастырской поездки в Польшу Римский папа Бенедикт XVI освятил статую Иоанна Павла II, установленную возле обзорной башни.
На нижнем этаже базилики находятся пять часовен:
- Центральная часовня святой Фаустины Ковальской с четырьмя боковыми часовнями:
  - Часовня «Communio Sanctorum» (Общения Святых) с мозаикой венгерского художника Л. Пушкаша. Часовня была подарена итальянской церковью;
  - Грекокатолическая часовня святого Андрея Первозванного, освящённая 24 июня 2007 года в 60-летнюю годовщину акции «Висла». Освящение часовни совершил кардинал Любомир Гузар;
  - Часовня Святого Креста (дар немецкой церкви);
  - Часовня Пресвятой Девы Марии Скорбящей.

Возле базилики Божьего Милосердия находится Часовня Непрестанного Поклонения.

## Другое
Возле базилики Божьего Милосердия находится воинское захоронение времён Первой мировой войны, на котором похоронены 266 военнослужащих, в том числе и российские солдаты, умершие от эпидемии тифа в австрийском госпитале, который находился в то время в здании женского монастыря сестёр Пресвятой Девы Марии Милосердия.

## Галерея

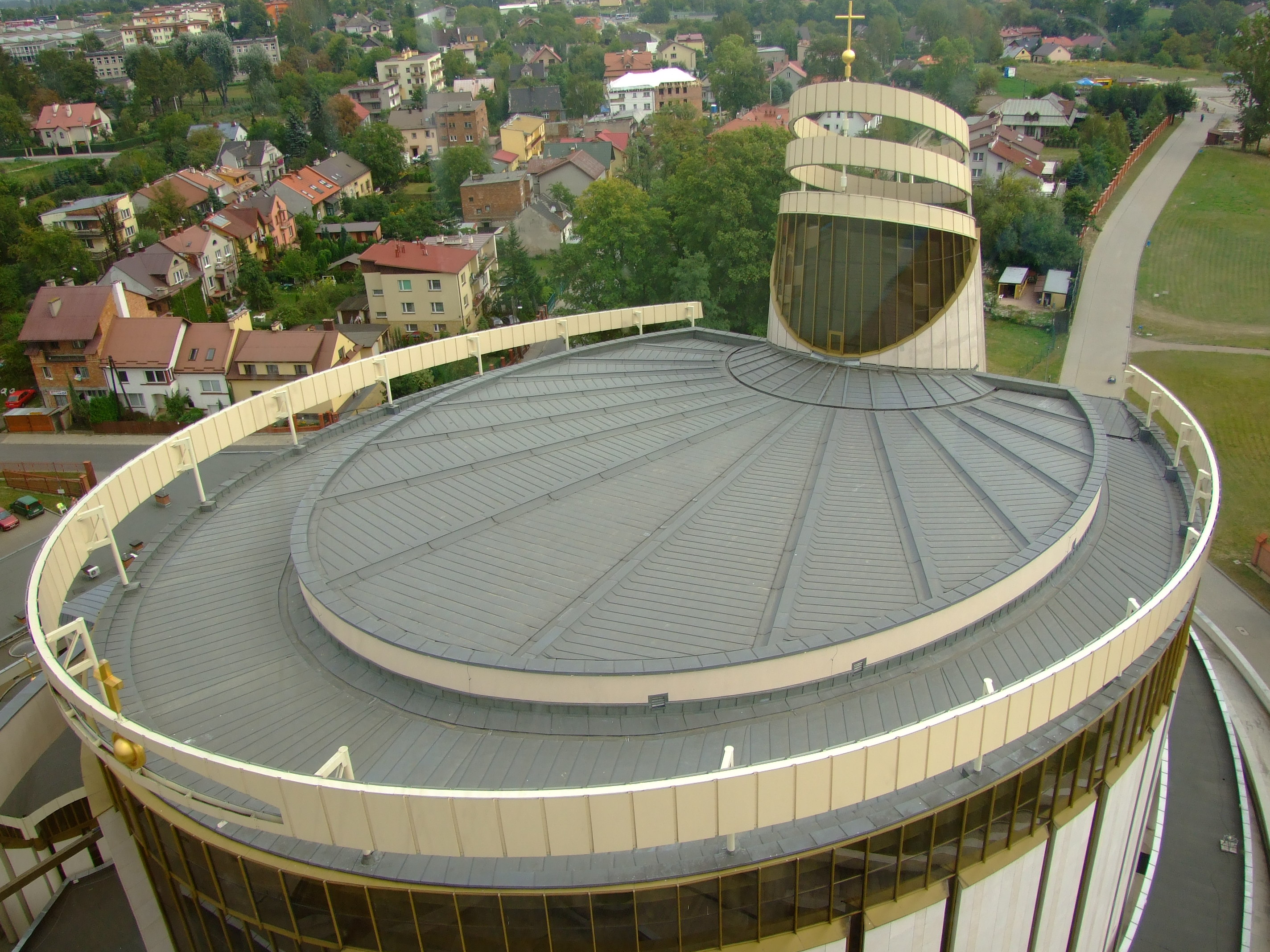
Вид базилики Божьего Милосердия с обзорной башни
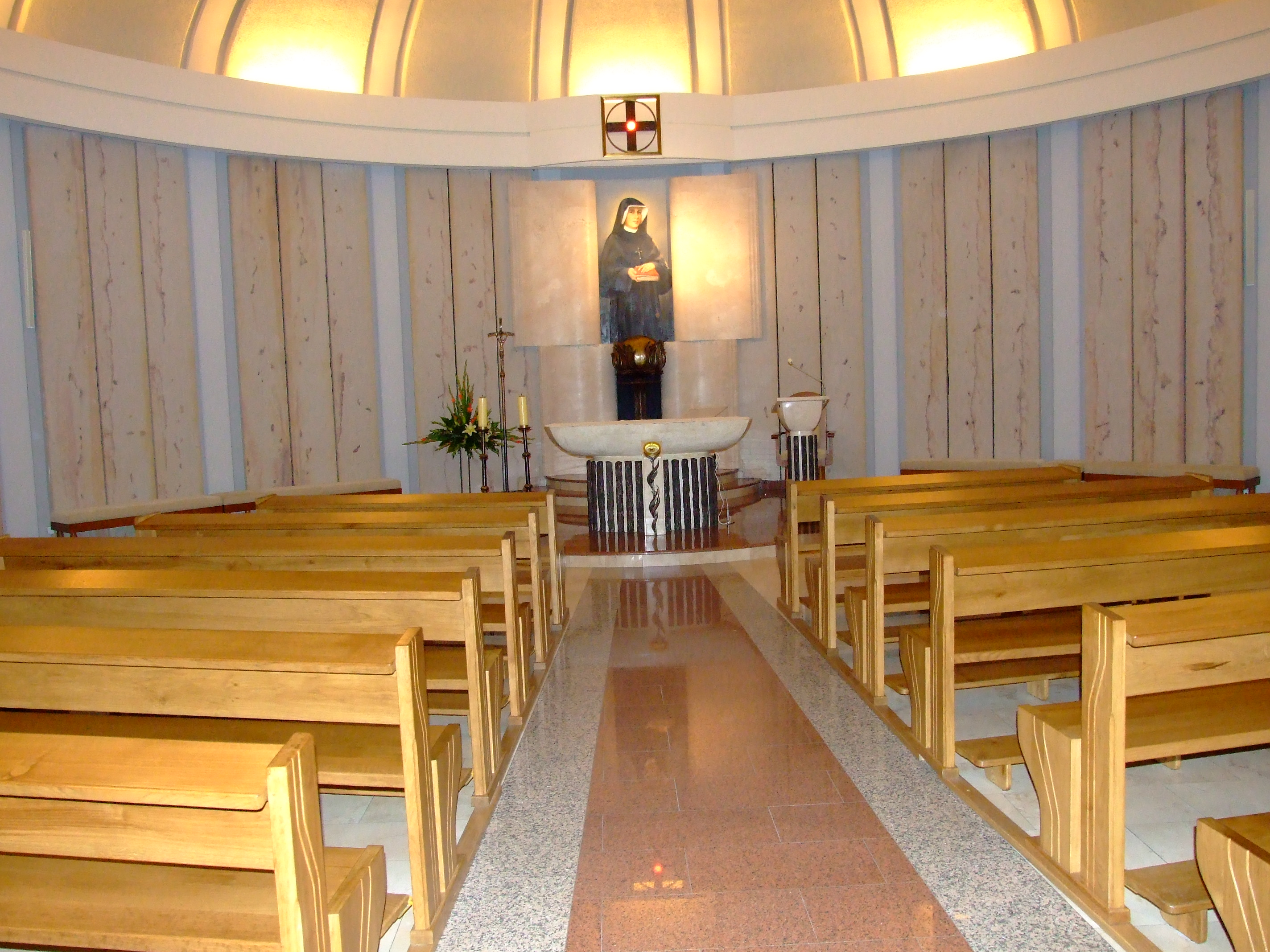
Часовня святой Фаустины Ковальской
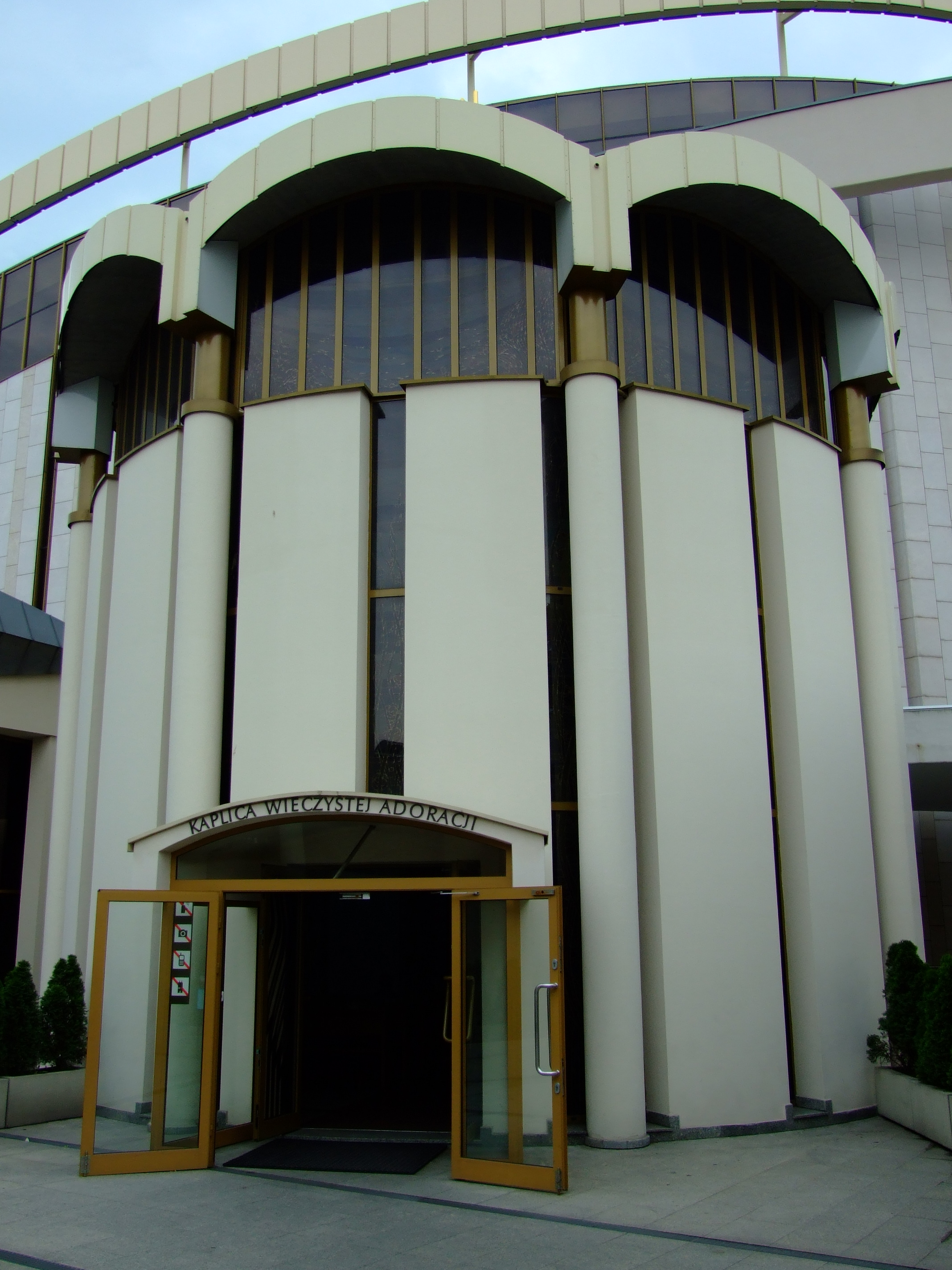
Часовня Непрестанного Поклонения
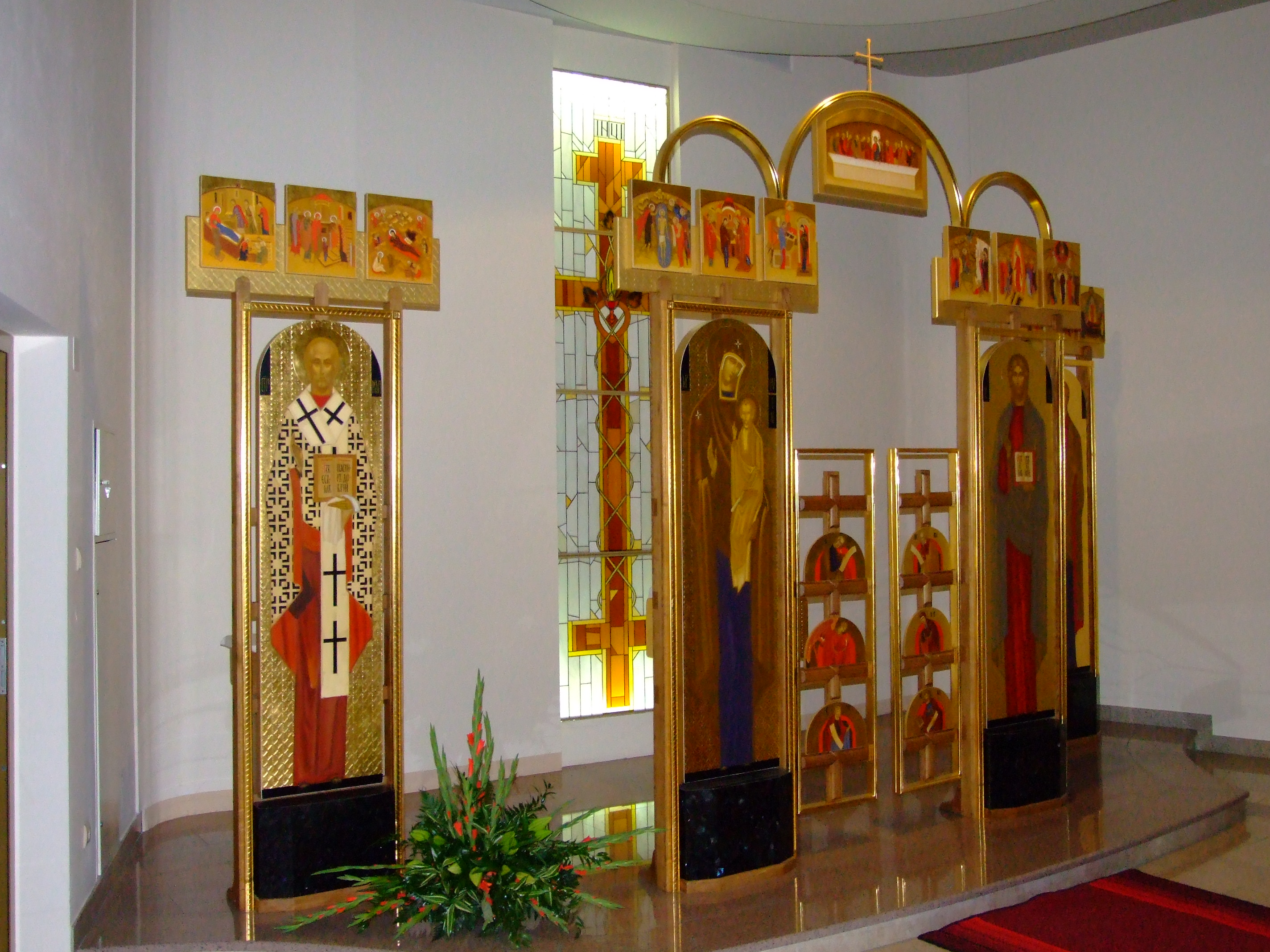
Иконостас грекокатолической часовни святого Андрей Первозванного
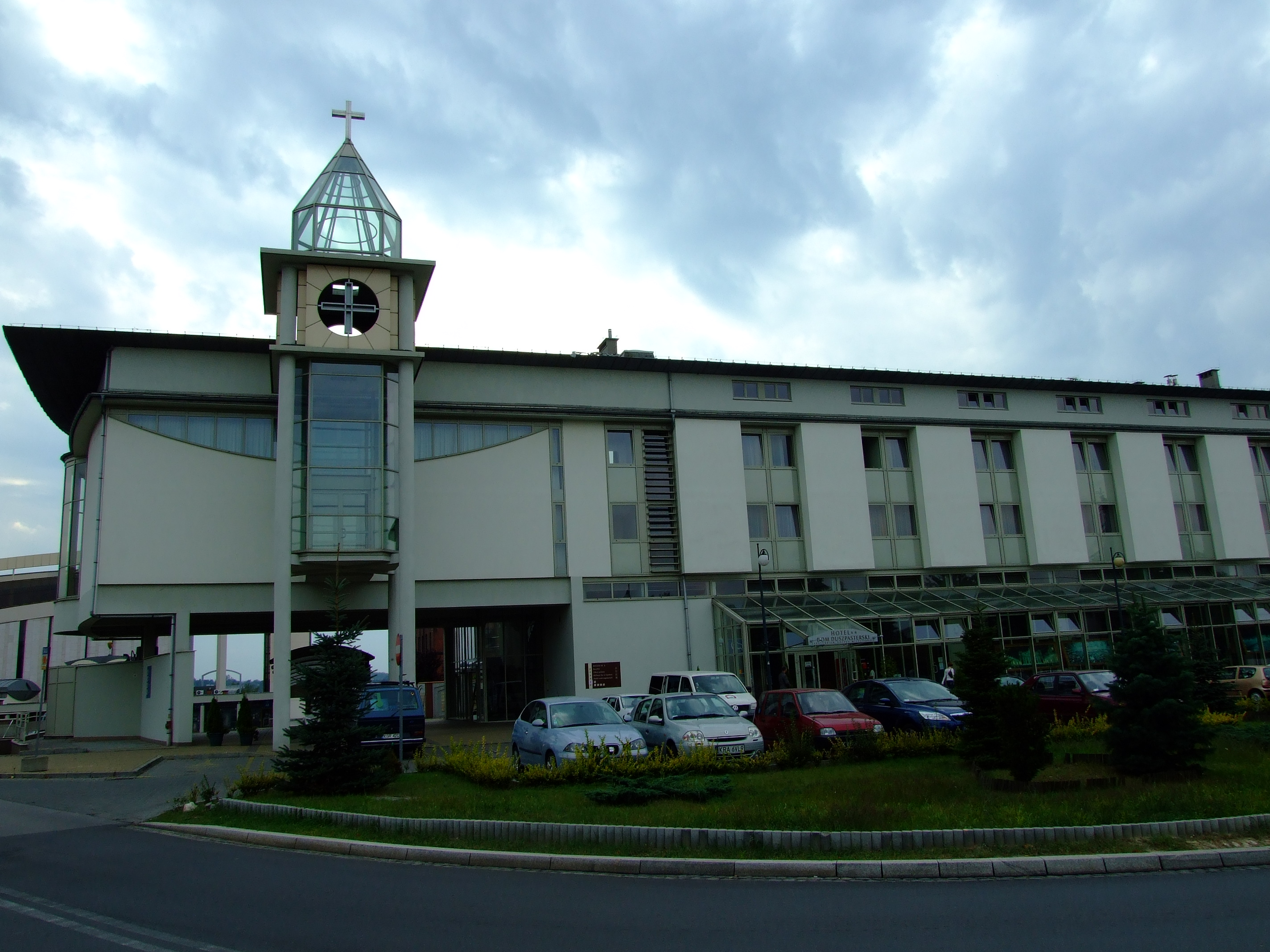
Гостиница для паломников
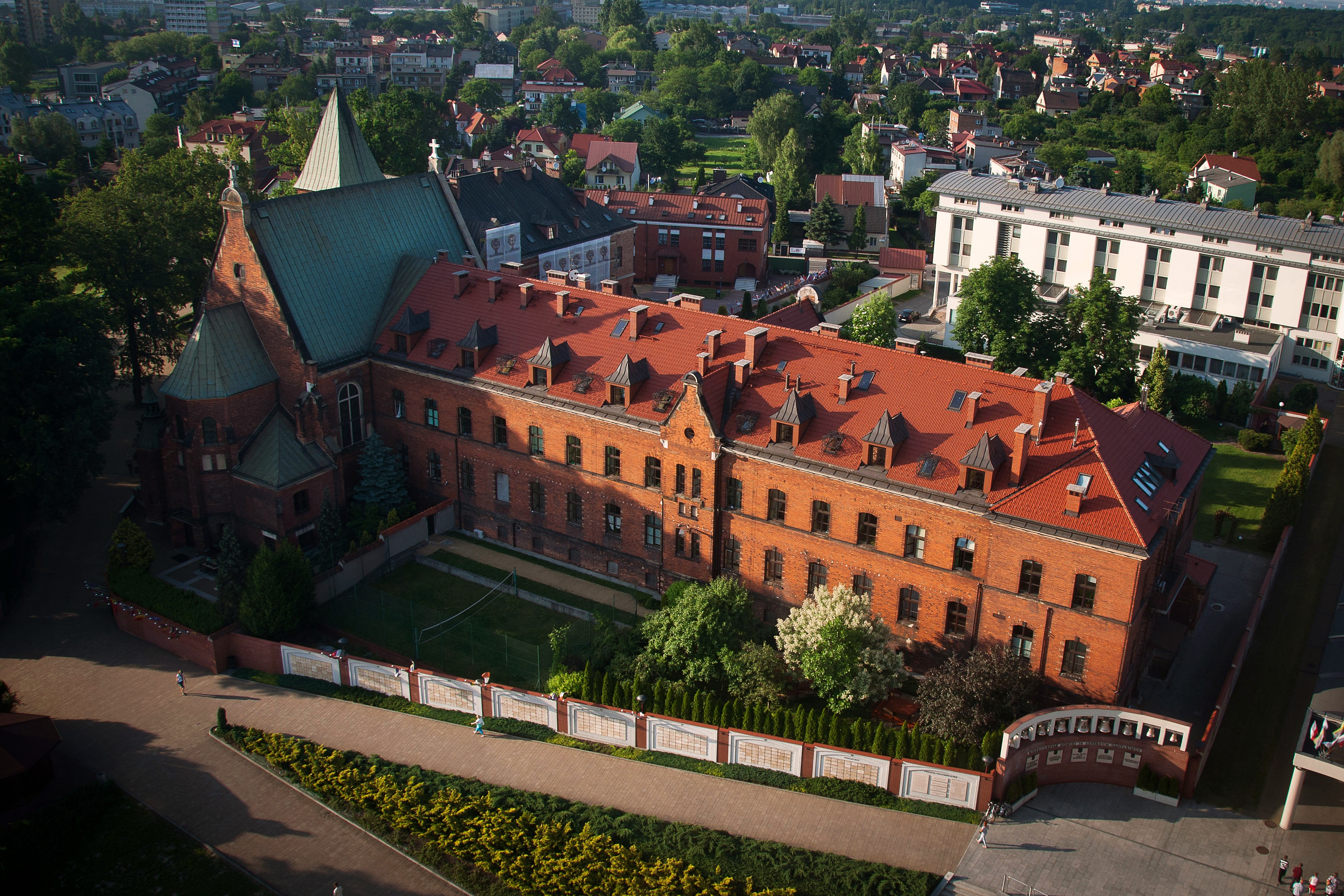
Женский монастырь конгрегации Сестёр Пресвятой Девы Марии Милосердия
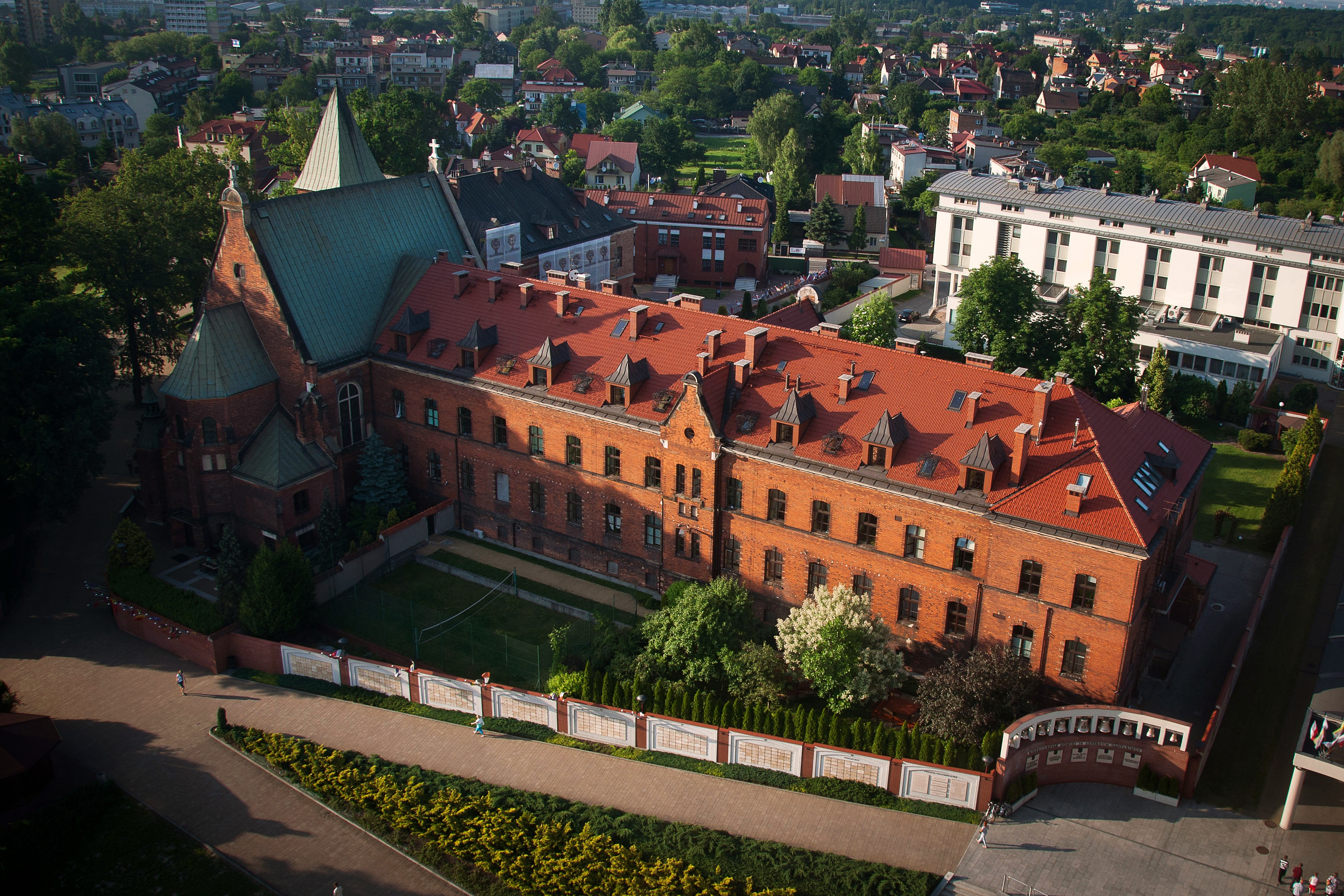
Женский монастырь конгрегации Сестёр Пресвятой Девы Марии Милосердия
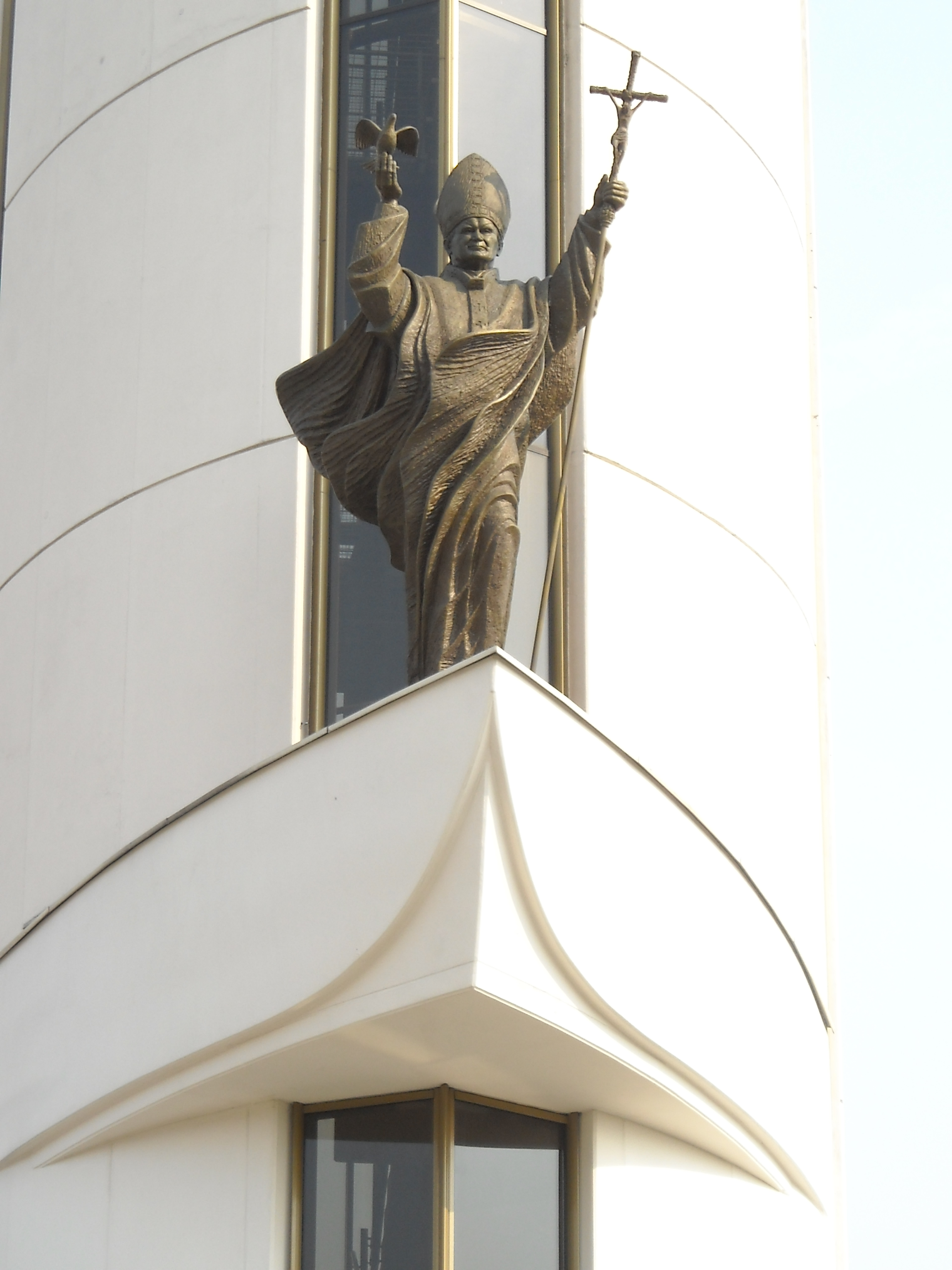
Статуя Иоанна Павла II
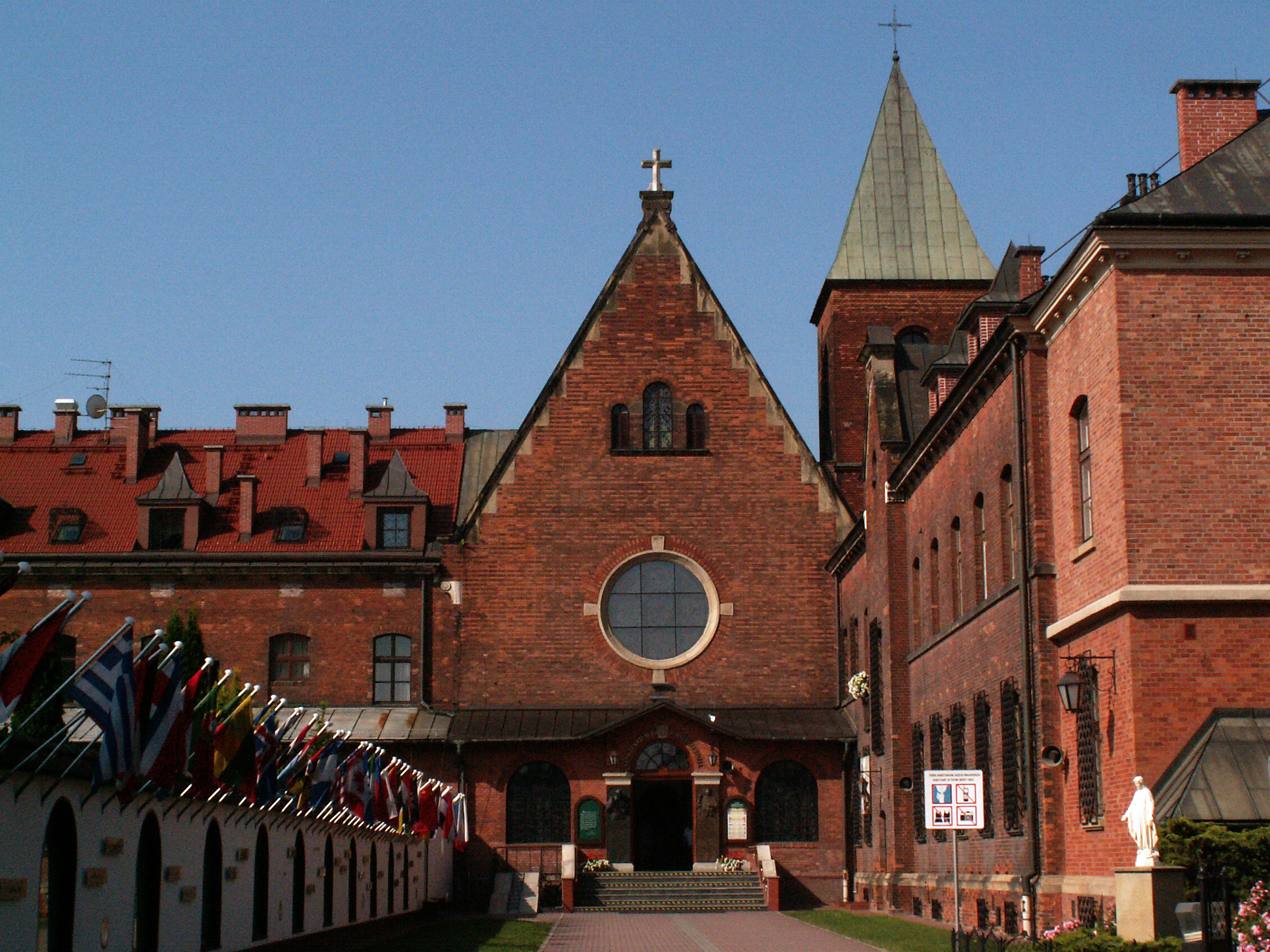
Часовня святого Иосифа

## Источник
- Elżbieta Siepak ZMBM, Śladami św. siostry Faustyny w Krakowie, wyd. Urząd Miasta Krakowa